# (185733) Luigicolzani
(185733) Luigicolzani est un astéroïde de la ceinture principale.

## Description
(185733) Luigicolzani est un astéroïde de la ceinture principale. Il fut découvert le 28 novembre 1998 à Sormano par Marco Cavagna et Augusto Testa. Il présente une orbite caractérisée par un demi-grand axe de 2,69 UA, une excentricité de 0,23 et une inclinaison de 7,8° par rapport à l'écliptique.

## Compléments